# Queijo de Azeitão
O Queijo de Azeitão é um queijo de ovelha portuguesa, oriundo da região de Azeitão, no distrito de Setúbal. Constitui uma denominação de origem protegida, de acordo com as normas da União Europeia. É produzido nos concelhos de Setúbal, Palmela e Sesimbra.
Os queijos de Azeitão apresentam uma forma cilíndrica, com cerca de 8 cm de diâmetro e 5cm de altura. Possuem uma casca macia amarelada, de espessura fina. O seu peso pode variar entre os 100 e os 250g. Passam por um período de 20 dias de cura, sendo comum serem vendidos envolvidos em papel vegetal. A sua pasta é mole, possuindo um aroma e um sabor que se assemelham de certa forma aos do queijo da serra.[carece de fontes?]

## História
A história do queijo de Azeitão remonta ao século XIX, mais concretamente a 1830. Por volta desse ano, chegou a Azeitão, vindo de Monsanto, na Beira Baixa, perto da Serra da Estrela, de onde era natural, um agricultor chamado Gaspar Henriques de Paiva. Em consequência das saudades que sentia da sua terra natal, mandou vir ovelhas da raça bordaleira comum, cujo leite passou a usar no fabrico de uma queijo de tipo serra, com o auxílio de um queijeiro de Castelo Branco, que todos os anos de lá vinha para o ajudar a fabricar o queijo. Este queijeiro foi ensinando aos pastores de Azeitão os segredos do fabrico do queijo da serra. Estes, por sua vez, foram passando e adaptando as técnicas de fabrico de geração em geração, tendo dado progressivamente origem ao queijo de Azeitão. Os queijos iniciais pesavam entre 1 kg e 1,5 kg, como os originais da serra. Porém, este peso foi diminuído por motivos comerciais para cerca de 330 g, por Frederico Franco de Paiva, filho de Gaspar Henriques de Paiva, que começou a produzir o queijo para venda. Mais tarde, este peso viria ainda a ser reduzido para os actuais 250 g.
O queijo produzido por Frederico Franco de Paiva ganhou fama e obteve prémios em 1888 e em 1905, este último da «Real Associação Central dos Agricultores Portugueses».
Após estudos efetuados entre 1945 e 1948, foi decidido criar a «Cooperativa dos Produtores do Queijo de Ovelha da Região de Azeitão», com o intuito de centralizar a utilização do leite produzido pelas 5000 ovelhas que existiam nessa altura na região da Serra da Arrábida.
Em 1984, foi criada a «Associação Regional dos Criadores de Ovinos da Serra da Arrábida» (ARCOLSA), com o intuito de defender a produção do queijo de Azeitão. Em 1986, fruto também desta associação, viria a ser constituída a região demarcada do queijo de Azeitão, que hoje constitui uma região de denominação de origem protegida.
Em 1993, foi fundado o «Agrupamento de Produtores de Queijo de Azeitão» (APQA), que se tornou responsável pela denominação de origem protegida queijo de Azeitão.
Hoje em dia e apesar da denominação, não existe em Azeitão qualquer queijeira a produzir queijo de Azeitão. Os principais produtores situam-se na Quinta do Anjo, próximo de Palmela.
O Museu do Ovelheiro, em Palmela, presta homenagem aos pastores e ao queijo de Azeitão.

## Produção

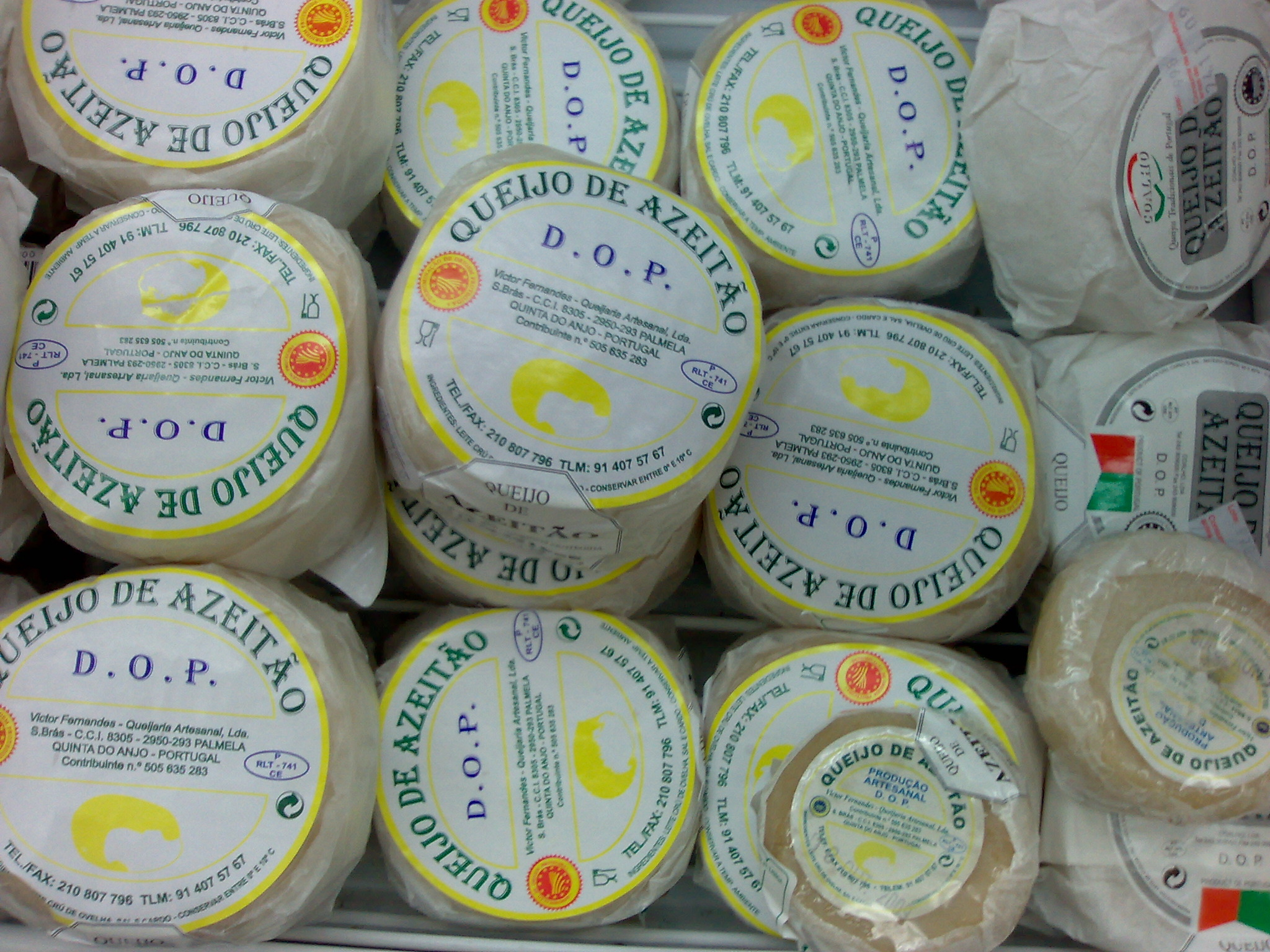
Queijos de Azeitão embalados

Apesar da produção se encontrar hoje bastante industrializada, ainda é possível encontrar queijo de Azeitão de produção artesanal. Este tipo de produção apresenta diversas fases. O leite começa por ser coado através de um pano com sal. Em seguida, é usada a acção de um cardo para dar lugar à coagulação, que deve ocorrer no espaço de 40 minutos, a uma temperatura por volta dos 32 ℃. Desta operação, resulta uma coalhada, que é, em seguida, colocada em pedaços dentro de um cincho temporário. Dentro deste, a coalhada é espremida, de forma a realizar-se o esgotamento do queijo. Depois, a pasta resultante é transferida para um cincho final, onde é novamente comprimida, desta vez até se encontrar ligada. Durante este período, adquire a sua consistência característica. Em seguida, é transferido para o local de secagem, onde durante 36 horas vai adquirindo a sua casca. Durante este processo, é periodicamente molhado com o soro, de forma a amaciar a casca. Segue-se a cura, que dura cerca de 20 dias, se tiver lugar no verão, ou cerca de 40, caso ocorra no inverno. A cura realiza-se a temperaturas entre os 10 e os 12 ℃, num ambiente pouco arejado.

## Consumo
Pode ser consumido como entrada, como lanche ou até como sobremesa, antes de um doce, acompanhado por um vinho tinto da região. A casca pode ser consumida, caso o comensal a aprecie. É aconselhável consumi-lo à temperatura ambiente. Por esta razão, caso seja conservado num frigorífico, deve ser colocado à temperatura ambiente cerca de 2 horas antes de ser consumido, no inverno, ou cerca de 30 minutos, no verão. O queijo deve então ser cortado ao meio, para deixar que a pasta untuosa e mole se liberte, devendo em seguida ser cortado em fatias pequenas e servido.

## Valor económico
Segundos dados de 2019, foram produzidos neste ano cerca de 242.124 kg de Queijo de Azeitão DOP, sendo o segundo queijo com DOP mais produzido em Portugal (cerca de 12,4% da produção nacional). O preço médio do queijo, incluindo IVA, foi de 20 euros por kg. 

### Produção
O sistema produtivo do Queijo de Azeitão DOP é composto por 16 explorações abastecedoras de leite e 4 queijarias certificadas (dados de 2020).